# Dicallaneura ansuna
Dicallaneura ansuna är en fjärilsart som beskrevs av Hans Fruhstorfer 1914. Dicallaneura ansuna ingår i släktet Dicallaneura och familjen Riodinidae. Inga underarter finns listade i Catalogue of Life.